# Santiago García Rey
Santiago García Rey (siglo XIX - Ribadavia,1957) fue un abogado y político español, alcalde del municipio de Ribadavia en 1933 y entre marzo y julio de 1936.

## Biografía
En 1904 publicó un Almanaque judicial para 1905 y colaboró en el periódico El Tea. Fue concejal de Ribadavia y nombrado primer teniente de alcalde en la corporación que presidía Benito Puga Fermoso en 1914. Fue nombrado alcalde de Ribadavia por Real Orden a principios de 1916, dimitiendo en septiembre de ese año. Como miembro del Partido Liberal, fue elegido alcalde de Ribadavia el 2 de abril de 1920, permaneciendo en el cargo hasta la dictadura de Primo de Rivera.
Pasó a ejercer de presidente del Comité Republicano Radical Socialista de Ribadavia y, tras la proclamación de la Segunda República, García Rey fue proclamado alcalde de Ribadavia por el delegado de la Federación Republicana de Ourense, Antonio Buján, el 16 de abril de 1931. Elegido concejal en las elecciones de mayo de 1931, el 5 de junio fue elegido alcalde. En 1933 fue sustituido por un breve periodo por Benito Gallego Montero, hasta que fue depuesto en 1935.   